# Mercado Público de Porto Alegre
O Mercado Público Central de Porto Alegre é um prédio histórico tombado da cidade de Porto Alegre, capital do estado do Rio Grande do Sul. O Mercado Público Central tem como limites o Largo Glênio Peres, a Avenida Borges de Medeiros, a Avenida Júlio de Castilhos e a Praça Pereira Parobé, no centro histórico da cidade. Fica ao lado do prédio do Paço Municipal de Porto Alegre e de frente para o Chalé da Praça XV.

## Histórico

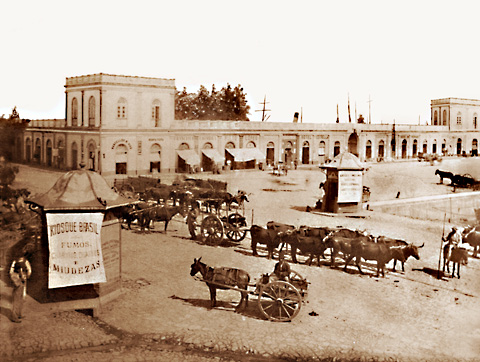
O mercado em 1877. Foto de Luigi Terragno

Até a segunda administração de Saturnino de Souza e Oliveira, entre 1841 e 1842, Porto Alegre ainda não dispunha de um mercado central, sendo o comércio distribuído por vários pequenos estabelecimentos. Foi então constituída uma sociedade para a construção de um prédio adequado, localizado na antiga Praça do Paraíso, na área atualmente arborizada da Praça XV de Novembro. Este primeiro Mercado Público tinha uma planta quadrangular, em alvenaria de tijolos e com um portão de ferro, ficando pronto em 1844 e devendo concentrar todo o comércio de carne da cidade. Em 1845 foi contratado seu rebocamento externo e caiação.
Em 1845 foram iniciadas discussões para construção de um novo prédio, mais amplo, e o engenheiro alemão Frederico Heydtmann apresentou um projeto em 1861, mas o desenho foi alterado substancialmente com ampliação das dimensões e acréscimo de torreões nos cantos. Homologado o projeto com suas adaptações, a construção teve sua pedra fundamental lançada em 29 de agosto de 1864, com execução do empreiteiro Polidoro Antônio da Costa. As obras, que deveriam ter sido entregues em três anos, acabaram levando cinco. A inauguração ocorreu em 3 de outubro de 1869, sendo franqueado o acesso à população em 1 de janeiro do ano seguinte, ainda com trabalhos por realizar. A obra custou aos cofres públicos a importância de 246 contos de réis, bastante elevada para a época.

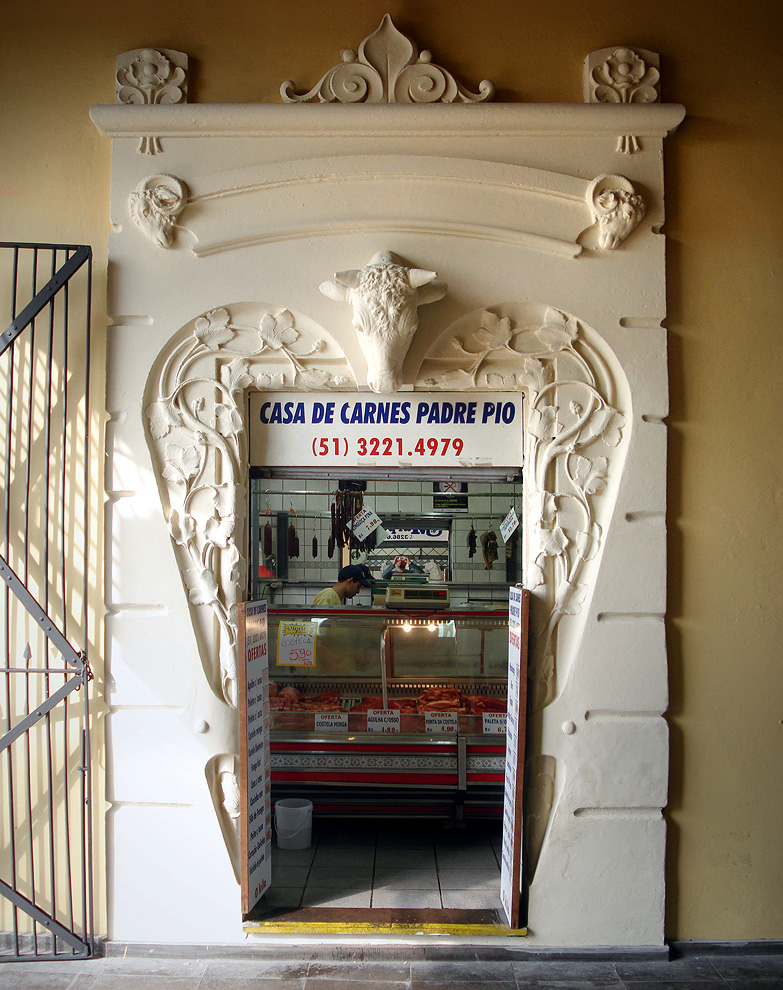
Remanescentes art nouveau da decoração interna

Em 1871 o pátio interior foi calçado, e arborizado em 1873. Em 1886 foram instalados 24 chalés no lugar das árvores. Na administração de José Montaury foi elaborado um projeto de ampliação, construindo-se um segundo piso, para abrigar escritórios comerciais e industriais e repartições públicas. Em 1912, ainda em obras, irrompeu um grande incêndio que destruiu todos os chalés na área interna. O segundo pavimento ficou pronto em 1913, e novos chalés, agora de metal, bem como uma câmara frigorífica, foram entregues em 1915 pela empresa Bromberg & Cia.
O mercado sofreu com as enchentes da cidade, especialmente a enchente de 1941, e com novos incêndios em 1976 e 1979. Na administração de Telmo Thompson Flores correu o risco de ser demolido para construção de uma avenida, mas o clamor popular fez com que a decisão fosse reconsiderada.

### Restauração
Em 1987, foi criado através da Lei 5994/87 o FUNMERCADO (Fundo Municipal do Mercado Público), formado com a receita arrecadada das permissões de uso, tendo a finalidade de custear a restauração, reforma, manutenção e revitalização do prédio. Em 1990, a administração da cidade organizou uma equipe multidisciplinar para desenvolver um Projeto de Restauração, no qual ficavam claros os seguintes objetivos:
- Resgate da qualidade estética da edificação;
- Otimização de seu potencial de abastecimento;
- Valorização dos espaços de sociabilidade.

A reforma criou uma moderna estrutura de aço e vidro para cobertura da grande área do pátio interno, recuperou a percepção visual das arcadas, resgatou as circulações internas, criou novos espaços de convivência e implantou redes de infraestrutura compatíveis com o funcionamento do Mercado. Foi construída uma nova cobertura que possibilitou a integração entre o térreo e o segundo pavimento. No segundo pavimento, onde antes existiam escritórios e repartições públicas, atualmente estão instalados diversos estabelecimentos como restaurantes, lancherias, etc.
O custo da reforma ficou, na época, em R$ 9 milhões, sendo, 88% do orçamento da Prefeitura, e os demais 12% pelo Fundo do Mercado e doações diversas. A reinauguração ocorreu no dia 19 de março de 1997, e o resultado final foi premiado na 3ª Bienal Internacional de Arquitetura de São Paulo, em novembro deste mesmo ano.

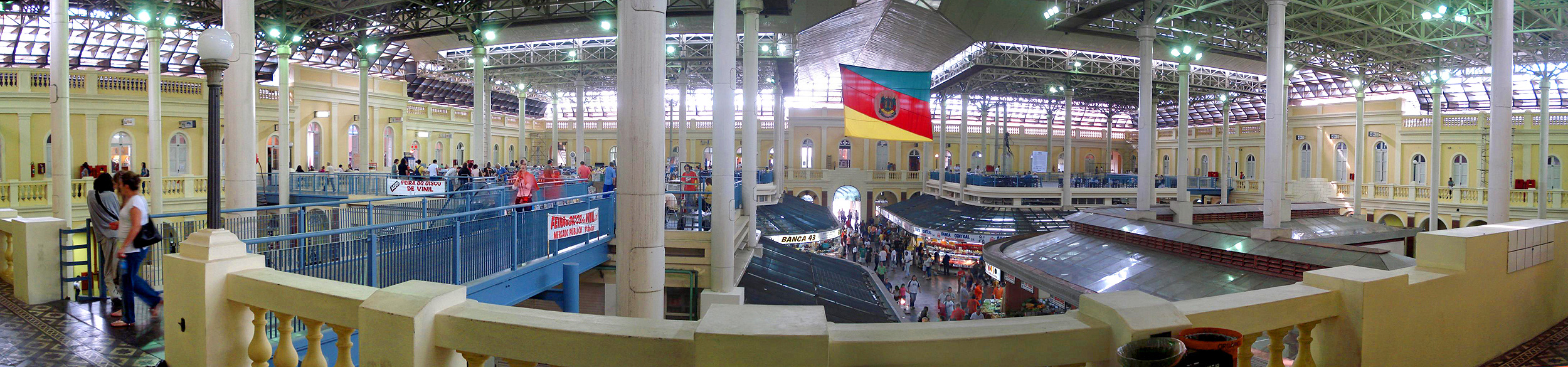
Panorâmica do pátio interno após a reforma

### Incêndio de 2013
O Mercado Público sofreu seu quarto incêndio em 6 de julho de 2013. O fogo iniciou por volta das 20h30min na parte antiga do complexo, e se alastrou rapidamente, consumindo uma grande parte do segundo piso e do telhado. O moderno pátio interior coberto, com suas bancas, bem como o térreo da parte antiga, não foram atingidos. A estrutura de alvenaria do prédio sobreviveu mesmo nos locais incendiados e não sofreu risco de desabamento. Sendo um dos edifícios mais tradicionais e estimados da capital gaúcha, o fogo causou emocionada apreensão em muitas pessoas, formou-se uma multidão em torno do incêndio, as redes sociais publicaram mensagens de tristeza, e pela intensidade das labaredas temeu-se uma destruição total. No entanto, os bombeiros chegaram rápido e em cerca de duas horas debelaram o fogo com um efetivo de 70 soldados e vários caminhões. Em inspeção no dia seguinte a perícia calculou que apenas 10% do total do Mercado foi destruído, mas de qualquer maneira os prejuízos foram grandes. Porém, não houve vítimas. A causa do fogo foi creditada a uma fritadeira elétrica. Graças aos permissionários, o PPCI do prédio foi expedido em março de 2019.

## Estrutura e serviços
O Mercado Público faz parte das tradições da cidade, principalmente por sua Banca 40 (uma sorveteria), seu centenário restaurante Gambrinus e um dos mais tradicionais bares da cidade, o Bar Naval, com 101 anos. O mercado tem sua arquitetura externa totalmente preservada. Existem mais de 100 lojas, que vendem de tudo: especiarias, erva-mate e utensílios gaúchos, artigos para cultos religiosos, lojas de artigos de confeitaria, bacalhau e outros peixes e carnes, lancherias e restaurantes. Existem mais de 100 mil itens à venda.
O mercado, através da restauração, foi dotado de moderna infraestrutura, qualificando seu espaço interno e externo, com duas escadas rolantes, dois elevadores, quatro baterias sanitárias para o público (mais um sanitário para deficientes físicos), um memorial, dentre outras melhorias. Com as obras, o mercado também ampliou o seu número de estabelecimentos comerciais.

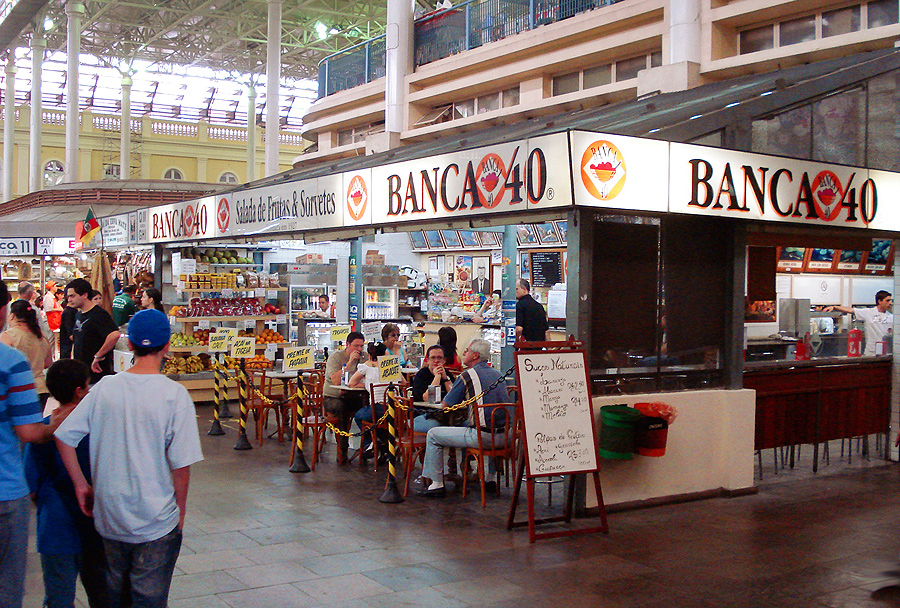
A tradicional Banca 40

Também possui sistema de gás encanado, cujo produto é fornecido por uma central de gás externa ao prédio, que lhe confere maior segurança, além de contar com vestiários e refeitório para permissionários e seus funcionários, quatro câmaras frias (uma para lixo e três para produtos perecíveis) e um sistema de refrigeração.
Além de oferecer bons produtos, procurando praticar uma boa política de preços, o Mercado Público também atua como espaço para manifestações culturais e comunitárias da cidade, proporcionando mais qualidade de vida à população.

## Marco do Bará

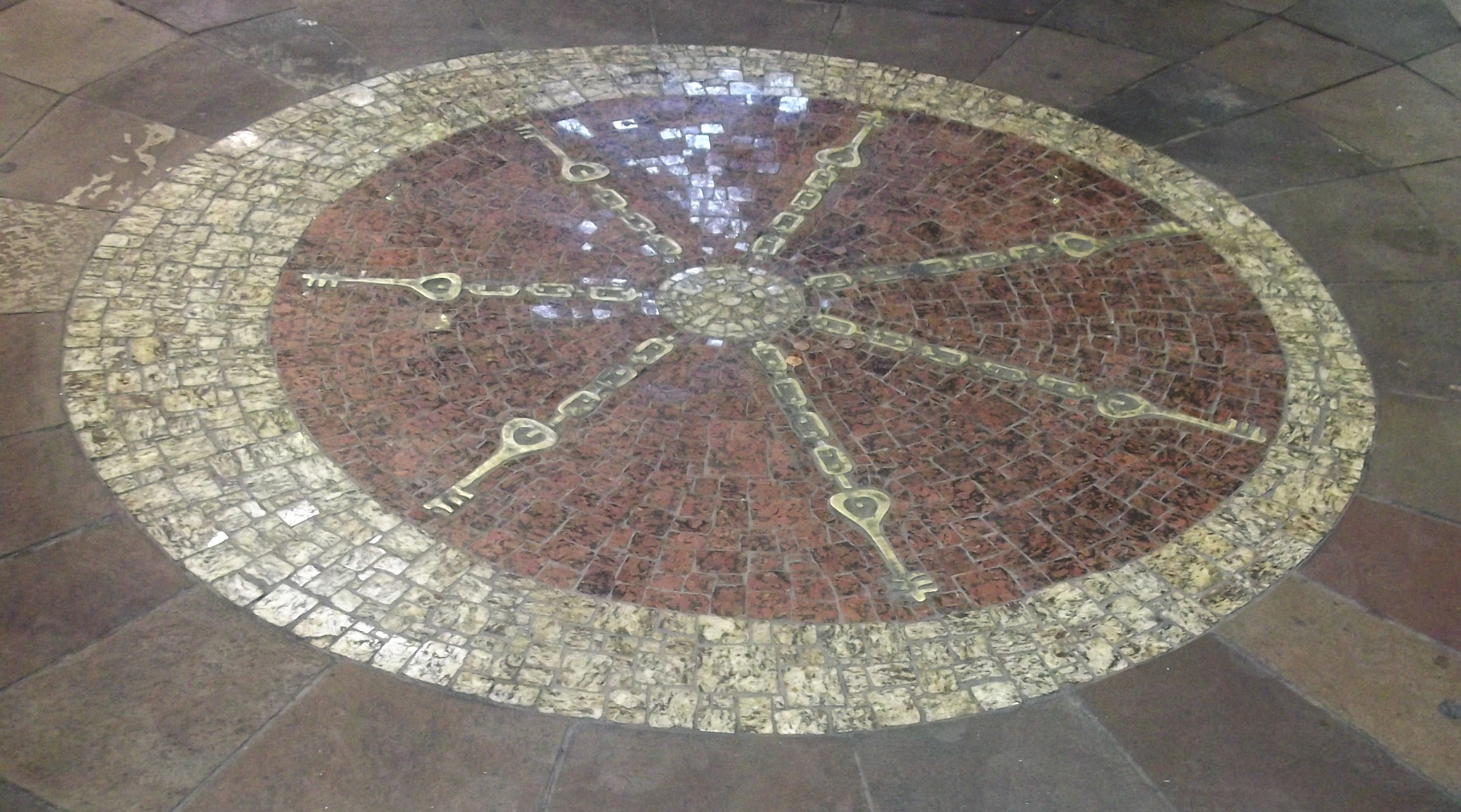
O Bará no Mercado Público, um dos marcos do Museu de Percurso do Negro.

No centro do Mercado Público, logo na encruzilhada das alamedas internas, está localizado o Bará, que trata-se de um assentamento religioso e de um mosaico no chão. Feito de pedra e bronze, o mosaico representa sete chaves presas nas pontas de sete correntes distribuídas em raio, semelhante a uma rosa dos ventos. O fundo do mosaico é vermelho, as chaves e as correntes são douradas. O mosaico também possui uma borda de pedras brancas. 
O Bará do mercado é um dos marcos do Museu de Percurso do Negro, um museu a céu aberto em Porto Alegre, cuja primeira fase de implementação ocorreu com a inaugiração do Marco do Tambor, na Praça Brigadeiro Sampaio, em 2011. 
Para as religiões afro-brasileiras, Bará é o orixá da abertura de caminhos, do trabalho e da fartura. O orixá, principalmente em outras partes do país, também é conhecido como Exu. Quem para e observa o Bará do Mercado Público logo percebe que não se passa muito tempo sem que alguém interaja com ele; alguns simplesmente cumprimentam o Bará, como se diz, esfregando as mãos perto do mosaico; outros deixam algum dinheiro no chão. Em ritos mais elaborados, os fiéis, geralmente vestidos com roupas brancas, tiram os sapatos e passam por cima do Bará, jogando dinheiro para trás, sobre suas costas. Na maior parte das vezes, pessoas em situação de rua coletam o dinheiro para suas necessidades. 
Durante a construção do mercado, foi empregada mão-de-obra escrava. Uma das possibilidades a respeito do assentamento do Bará é de que os trabalhadores negros tivessem, ainda durante a construção do prédio, enterrado na encruzilha do mercado uma ocutá, uma pedra sagrada, em honra ao orixá Bará. Entretanto, outra versão afirma que o Bará teria sido assentado pelo Príncipe Custódio, um príncipe africano, já no século XX. O príncipe é uma figura importante para as religiões de matriz africana no Rio Grande do Sul, e a ele também se atribui o assentamento de outros Barás em Porto Alegre. Naquele momento, Custódio estava de viagem pelo Brasil, acompanhado por uma comitiva, e teria sido convidado a Porto Alegre por Júlio de Castilhos, que à época era presidente do Estado. De qualquer forma, o Bará em si e as tradições que o cercam certamente precedem o mosaico, inaugurado somente em 2013.
Nesse sentido, o marco do Bará é importante para a valorização do patrimônio negro no Rio Grande do Sul. Embora seja a princípio uma representação exclusivamente religiosa, o Bará evoca questões políticas sobre a presença e a tradição negras no estado. A população negra porto-alegrense, afetada por projetos higienistas e racistas, encontra no Bará, e no mosaico mais recente, um retorno simbólico à região central da capital gaúcha.

## Patrimonialização
O prédio, em estilo eclético com forte influência neoclássica, foi incluído pela Prefeitura em 1977 no Inventário dos Bens Imóveis de Valor Histórico e Cultural e de Expressiva Tradição, sendo tombado em 12 de dezembro de 1979. 
Em 2013, o mosaico do Bará, localizado no cruzamento das alamedas internas do mercado, foi inaugurado e incluído na lista de marcos do Museu de Percurso do Negro, bem como no rol do Patrimônio Imaterial da cidade, sob o nº 4.   Em 2021, o marco do Bará tornou-se Patrimônio Histórico-Cultural do Município de Porto Alegre. 